# Dingombi (Dibang)
Pour les articles homonymes, voir Dingombi.
Dingombi est un village de la région du Centre du Cameroun, situé dans la commune de Dibang. 

## Population et développement
En 1962, la population de Dingombi était de 345 habitants. La population de Dingombi est de 364 habitants lors du recensement de 2005. La population est constituée pour l’essentiel de Bassa.  